# گروه فایتینگ اند اینترتینمنت
گروه فایتینگ اند اینترتینمنت (انگلیسی: Fighting and Entertainment Group) شرکت سرگرمی و تبلیغات ورزشی ژاپنی است، که در سال ۲۰۰۳ توسط ساداهارو تانیکاوا تأسیس شد.